# Osteocephalus fuscifacies
Osteocephalus fuscifacies és una espècie de granota endèmica de l'Equador.
Està amenaçada d'extinció per la pèrdua del seu hàbitat natural.